# Pelargonium oblongatum
Pelargonium oblongatum är en näveväxtart som beskrevs av Ernst Meyer. Pelargonium oblongatum ingår i släktet pelargoner, och familjen näveväxter. Inga underarter finns listade i Catalogue of Life.